# Carl Henry
Carl J. Henry (Hollis, 16 agosto 1960) è un ex cestista statunitense, professionista nella NBA.

## Carriera
È stato selezionato dai Kansas City Kings al quarto giro del Draft NBA 1984 (80ª scelta assoluta).